# Сестре (филм из 1981)
Сестре је југословенски и српски ТВ филм из 1981. године. Режирао га је Владимир Алексић, а сценарио је написала Снежана Гнидић. Филм је по жанру драма, а премијерно је приказан 1981. године на Радио-телевизији Београд.

## Улоге
| Глумац            | Улога                 |
| ----------------- | --------------------- |
| Драгана Варагић   | ћерка Ива             |
| Дара Џокић        | ћерка Лила            |
| Предраг Лаковић   | комшија Игор Павловић |
| Ружица Сокић      | мајка                 |
| Татјана Лукјанова | баба                  |
| Стојан Дечермић   | отац                  |
| Новак Лукић       | младић                |
| Андреја Маричић   | Иља                   |
| Љиљана Међеши     | Ивина другарица       |